# Agadir Grand Prix
L'Agadir Grand Prix è un torneo internazionale di judo che si tiene annualmente a Agadir, in Marocco.
Il torneo è parte del circuito IJF World Tour.

## Edizioni
Di seguito la tabella delle ultime edizioni del meeting.
| Anno | Edizione | Circuito            | Dettagli               |
| ---- | -------- | ------------------- | ---------------------- |
| 2018 | I        | IJF World Tour 2018 | Agadir Grand Prix 2018 |